# Alessio Bonelli
Pour les articles homonymes, voir Bonelli.
Alessio Bonelli, né le 20 juin 2001 à Brescia, est un coureur cycliste italien.

## Biographie
En juin 2021, il s'impose au terme d'un sprint en petit comité sur une étape du Tour d'Italie espoirs, après une échappée,.

## Palmarès sur route
- 2021
  - 3e étape du Tour d'Italie espoirs

## Palmarès sur piste

### Championnats d'Europe
| Édition / Épreuve    | Poursuite par équipes |
| Aigle 2018 (juniors) | Argent                |